# Observare

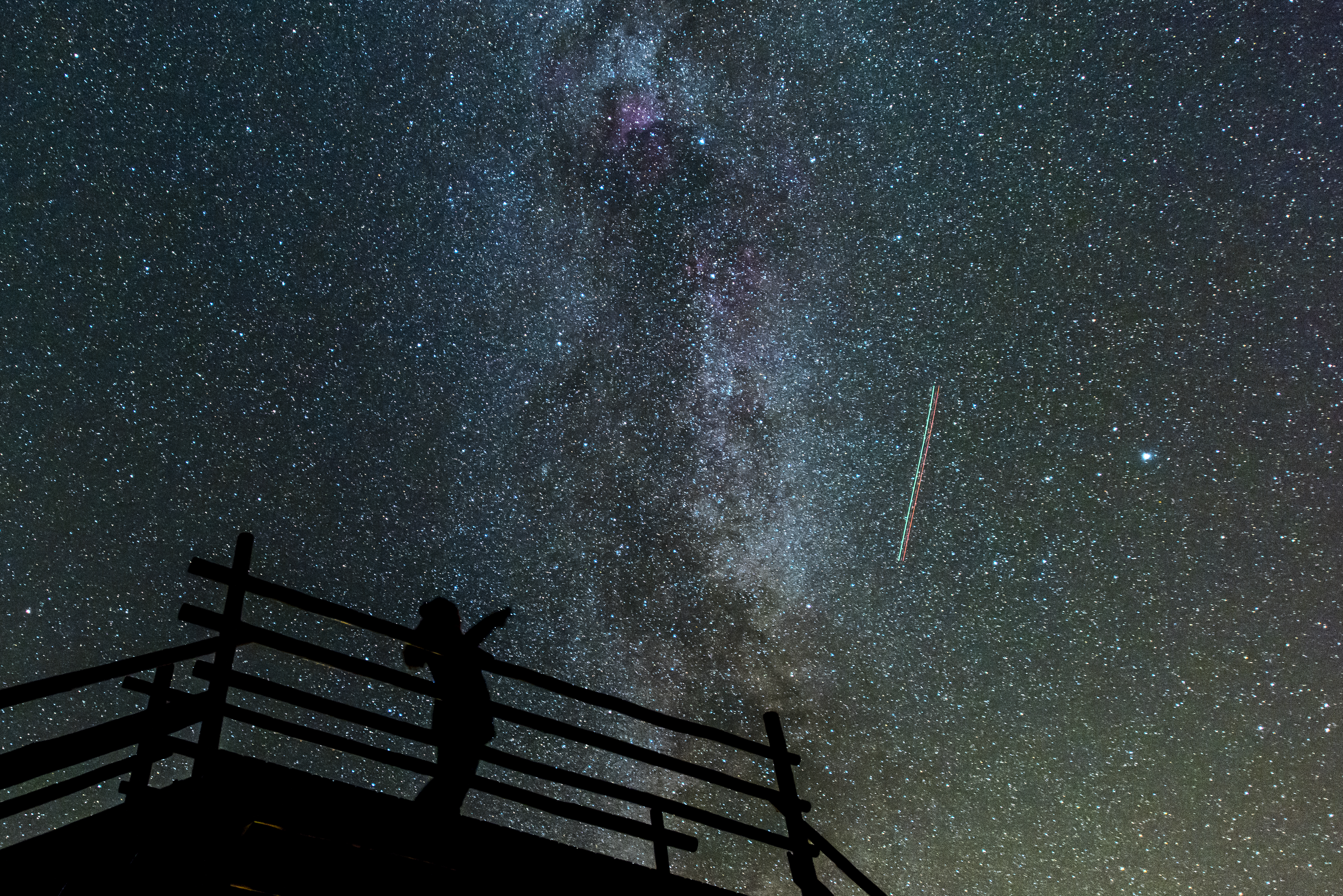
Cel ce observă, un observator, este cineva care culege informații despre un anume fenomen, dar nu intervine în desfășurarea sa. — Observarea traficului aerian în Rõuge, Estonia, în timpul unei nopți înstelate.

Observarea (sau, uneori, observația) este cea mai directă formă de achiziționare a informației printr-o experiență directă, nemediată, obținută de la o sursă primară. La ființele vii, observarea implică folosirea organelor de simț. În știință, observarea implică adeseori folosirea de înregistrări cu ajutorul instrumentelor de măsură. Observațiile pot fi calitative și/sau cantitative, atunci când valori măsurabile sunt atașate actului observării.
În statistică, observarea este prima fază a cercetării statistice, care constă în înregistrarea unităților statistice și a informațiilor privind caracteristicile unităților unei colectivități statistice; se efectuează prin sistemul dărilor de seamă, recensăminte, anchete etc.
Filozofic, observația (sau observarea) este activitatea  unei ființe inteligente, care percepe, simte și asimilează cunoștințe despre un anumit fenomen, obiect, ființă sau interacțiune în propria sa structură de cunoștințe și idei anterioare. Observația este partea externă a procesului de cunoaștere și este necesară în cunoașterea părții perceptibile a lucrului de cunoscut. Specificul observației este raționalitatea și raționalizarea percepției. Altfel spus, observația este percepția externă și internă structurată de intelect.

## Observarea în știință
Câțiva pași în a produce o observare de calitate sunt:
1. A avea întrebări despre un fenomen natural;
2. A observa efectiv fenomenul;
3. A măsura efectiv caracteristicile măsurabile ale fenomenului;
4. A construi ipoteze, care să explice fenomenul;
5. A prezice consecințe logice, observabile ale ipotezei avansate care nu au fost investigate încă;
6. A testa previziunile ipotezei prin experimente, studii observaționale, studii de teren și/sau simulări;
7. A forma concluzii logice din datele adunate din experimente sau a formula ipoteze noi (sau îmbunătățite) prin repetarea procesului;
8. A descrie în scris metodele de observare folosite, măsurătorile efectuate și concluziile la care s-a ajuns;
9. A revedea rezultatele cu colegii și, eventual, a reface experimentele descriind sau simulând fenomenul.